# 娘たちはいま
『娘たちはいま』（むすめたちはいま）は曽野綾子作の小説、及びそれを原作としたテレビドラマ。
1967年に講談社より刊行され、翌1968年には『続・娘たちはいま』が刊行された。

## 概要
本作品は曽野綾子がテレビドラマのために書き下ろした作品である。
本作は青木家の四姉妹がメイン。この四人はそれぞれ強い個性の持ち主だが、中でも三女の紗智子はひときわ明朗快活、かついささかお茶目で、妙に接吻に縁があるという人物。この四姉妹を中心に、現代人が直面する様々な問題や哀歓をさわやかなタッチで描く。

## テレビドラマ

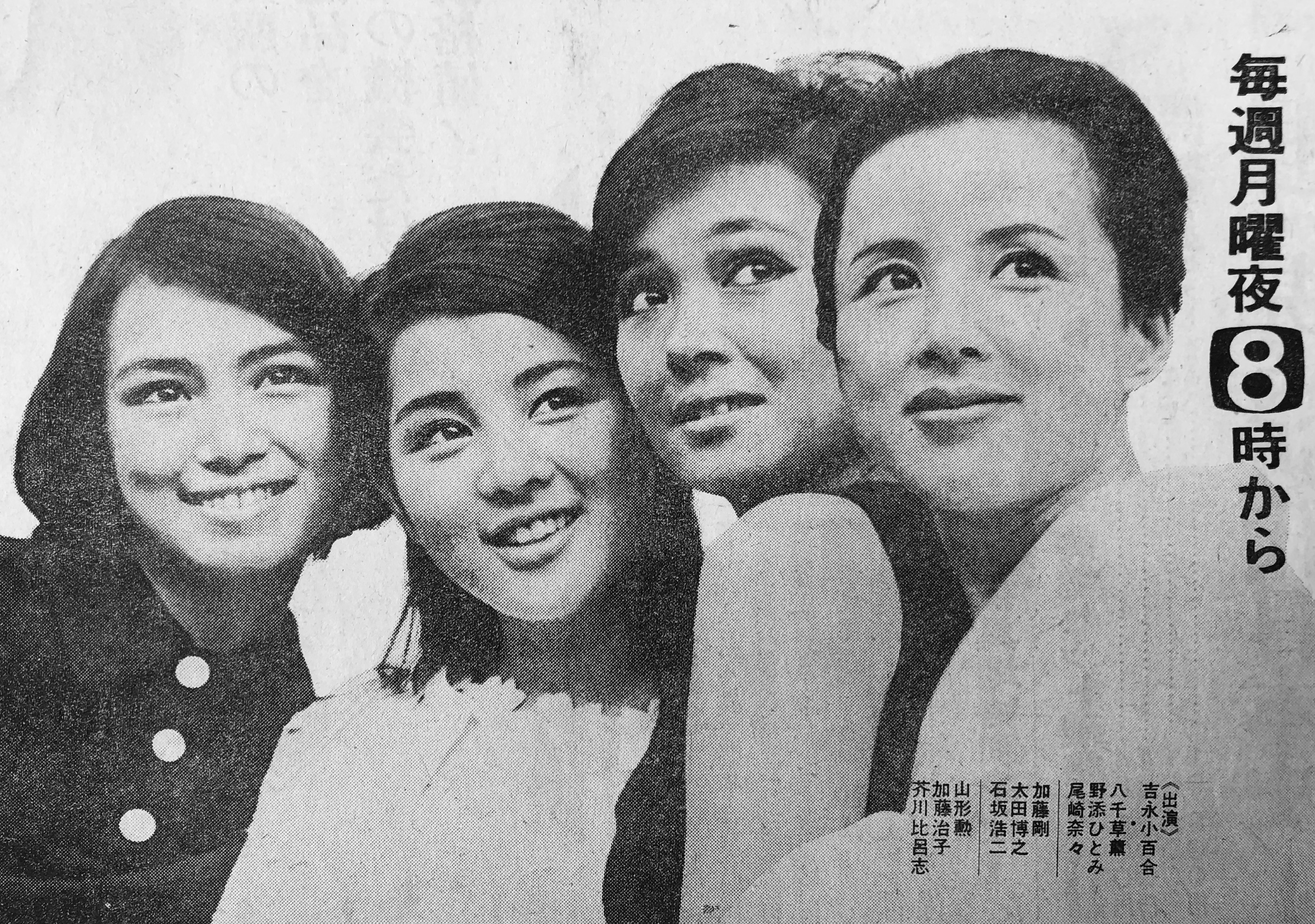
『娘たちはいま』。左から尾崎奈々、吉永小百合、野添ひとみ、八千草薫。

TBS系列のナショナル劇場枠で1967年10月23日から1968年4月15日まで放送された。

### キャスト
- 青木紗智子（三女）：吉永小百合
- 青木万里子（長女）：八千草薫
- 青木紀久子（次女）：野添ひとみ
- 青木緋奈子（四女）：尾崎奈々
- 山中：加藤剛
- 玉枝：北林早苗
- 滝岡邦治（万里子の前夫）：渡辺文雄
- 宮下：新田昌玄
- 石橋正之介：寄山弘
- 石橋丈太：太田博之
- 青木日出丸（四姉妹の父）：山形勲
- 岩永吉平：石坂浩二

### スタッフ
- 脚本：井手俊郎、窪田篤人
- 演出：宮武昭夫、高橋一郎、坂崎彰
- 音楽：冨田勲

### 主題歌
- 吉永小百合「娘たちはいま」ビクターレコード

### サブタイトル
| 話数 | 放送日         | サブタイトル       | 脚本     | 演出     |
| ---- | -------------- | ------------------ | -------- | -------- |
| 1    | 1967年10月23日 | ガラスの中の接吻   | 井手俊郎 | 宮武昭夫 |
| 2    | 1967年10月30日 | 雨の中の二人       | 窪田篤人 | 宮武昭夫 |
| 3    | 1967年11月6日  | みんなひとり       | 井手俊郎 | 宮武昭夫 |
| 4    | 1967年11月13日 | もう一人の私       | 窪田篤人 | 宮武昭夫 |
| 5    | 1967年11月20日 | 奇蹟は起らない?    | 井手俊郎 | 宮武昭夫 |
| 6    | 1967年11月27日 | 海鳴りのする家     | 窪田篤人 | 宮武昭夫 |
| 7    | 1967年12月4日  | 父よ怒れ！         | 井手俊郎 | 坂崎彰   |
| 8    | 1967年12月11日 | 陽の当る場所       | 窪田篤人 | 宮武昭夫 |
| 9    | 1967年12月18日 | 二人のママ         | 井手俊郎 | 宮武昭夫 |
| 10   | 1967年12月25日 | ある晴れた日曜日   | 窪田篤人 | 宮武昭夫 |
| 11   | 1968年1月1日   | 満天の星           | 井手俊郎 | 宮武昭夫 |
| 12   | 1968年1月8日   | 名もない星         | 窪田篤人 | 宮武昭夫 |
| 13   | 1968年1月15日  | 雪の道             | 井手俊郎 | 宮武昭夫 |
| 14   | 1968年1月22日  | ある夜の出来事     | 窪田篤人 | 宮武昭夫 |
| 15   | 1968年1月29日  | 恋料理             | 井手俊郎 | 宮武昭夫 |
| 16   | 1968年2月5日   | 風にうかぶ凧       | 窪田篤人 | 宮武昭夫 |
| 17   | 1968年2月12日  | 幸福の記録         | 井手俊郎 | 宮武昭夫 |
| 18   | 1968年2月19日  | めぐり逢い         | 窪田篤人 | 宮武昭夫 |
| 19   | 1968年2月26日  | もうすぐ夜があける | 井手俊郎 | 宮武昭夫 |
| 20   | 1968年3月4日   | 近火御見舞御礼     | 窪田篤人 | 宮武昭夫 |
| 21   | 1968年3月11日  | 勝手にしろ！       | 井手俊郎 | 宮武昭夫 |
| 22   | 1968年3月18日  | 春ちかし           | 窪田篤人 | 宮武昭夫 |
| 23   | 1968年3月25日  | 最後の夜           | 井手俊郎 | 高橋一郎 |
| 24   | 1968年4月1日   | わかれ             | 窪田篤人 | 坂崎彰   |
| 25   | 1968年4月8日   | 二人の城           | 井手俊郎 | 宮武昭夫 |
| 26   | 1968年4月15日  | 樹々の語らい       | 窪田篤人 | 宮武昭夫 |